# Крюков, Виктор Сергеевич
Ви́ктор Серге́евич Крю́ков (род. 30 июня 1990, Павлодар) — казахстанский футболист, защитник и полузащитник.

## Карьера
Воспитанник павлодарского футбола. Первый тренер — Серик Абдуалиев. В юности выступал за дубли команд премьер-лиги Казахстана «Кайрат» (Алматы) и «Локомотив» (Астана).
С 2010 года игрок клуба «Иртыш». Провёл 12 игр и выиграл с командой бронзовые медали чемпионата Казахстана. В 2011 году в конкуренции с легионерами провёл всего 6 матчей (16 — в дубле), а в 2012 году просидел в запасе (23 за дубль), но выступил в трёх играх на Кубок и стал с командой-финалистом турнира.
В 2013 году в поисках игрового времени 23-летний футболист перешёл в столичный клуб первой лиги «Астана-1964». Провёл все 32 игры и забил гол.
В 2014 был приглашён своим первым тренером Сериком Абдуалиевым в другой клуб первой лиги «Окжетпес», сыграл 20 матчей, забил два гола и выиграл с ним путёвку в Премьер-лигу с первого места. Но в высшей лиге главным тренером стал россиянин Владимир Муханов, игровое время Крюкова сократилось вдвое и он покинул команду.
В 2016 году выступал за «Актобе», сыграл 25 игр, забил гол в ворота «Ордабасы» в матче, завершившемся со счётом 4:4. В конце сезона получил серьёзную травму, и в декабре клуб расстался с ним.
В 2017 году, восстанавливая форму, играл за клуб второй лиги «Рузаевка» из Северо-Казахстанской области.
В январе 2018 года кокшетауский «Окжетпес», вылетевший из Премьер-лиги, вновь пригласил Крюкова в свои ряды. И Виктор снова провёл хороший сезон, сыграл 27 игр и отдал два голевых паса. По итогам сезона назван лучшим правым защитником первой лиги (с Амирхановым из «Тараза»). Команда, 27 октября обыграв «Тараз» (1:0), досрочно выиграла турнир и с первого места вышла в Премьер-лигу.
В январе 2019 года уже «Тараз» подписал контракт с защитником. Но несмотря на твёрдую позицию клуба по ходу сезона, как аутсайдера, тренер Вахид Масудов делал ставку на других игроков. Крюков вышел на поле всего 4 раза и в летнее трансферное окно клуб и игрок расстались по обоюдному согласию.

## Достижения

### Командные
«Иртыш»
- Серебряный призёр чемпионата Казахстана: 2012
- Бронзовый призёр чемпионата Казахстана: 2010
- Финалист Кубка Казахстана: 2012

«Иртыш»
- Победитель первой лиги Казахстана: 2014, 2018 «Окжетпес»
- Победитель второй лиги Казахстана по футболу 2022  ФК «Хан Тенгри» Алматы
- Победитель второй лиги Казахстана 2024 ФК "Иртыш" Павлодар

### Личные
- Лучший правый защитник первой лиги Казахстана: 2018